# 阿夸弗拉賈河

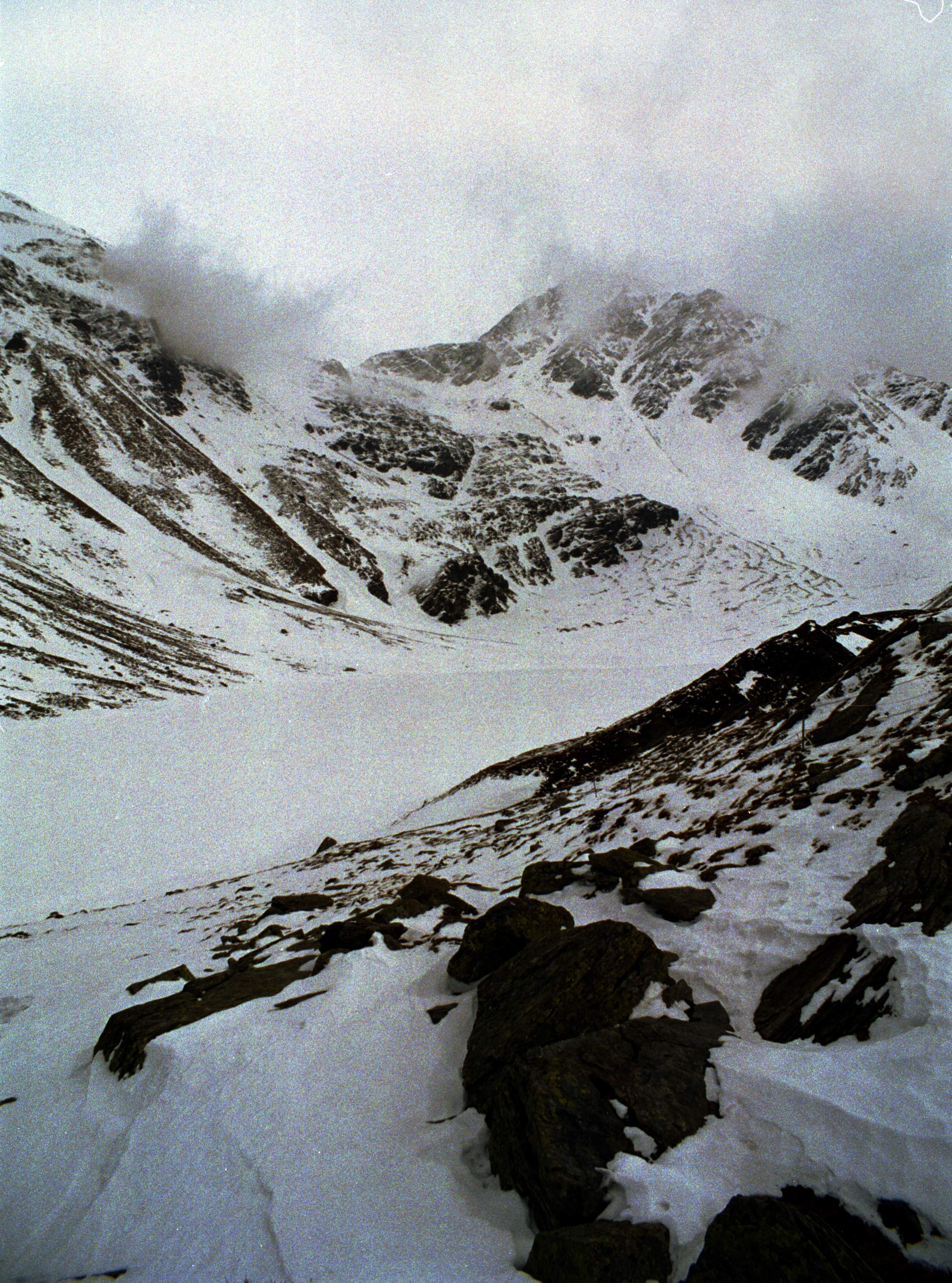

阿夸弗拉賈河是意大利的河流，屬於梅拉河的右支流，位於該國北部松德里奧省，發源自瑞士邊境附近，流經皮烏羅，該地區在1984年被列為保護區。

## 外部連結
- Monumento Naturale Cascate dell'Acquafraggia （页面存档备份，存于）